# Algéria földrajzi nevei különböző nyelveken
| Arab (klasszikus)                                | Berber                            | Francia    |
| ------------------------------------------------ | --------------------------------- | ---------- |
| الجزائر (Al-Ǧazā'ir / Al-Jazā'ir / al-Dzsazáir)  | ⵜⴰⵎⵓⵔⵜ ⵏ ⵍⵥⴰⵢⵄⵔ (Tamurt n Lẓayεr) | Alger      |
| البويرة (Al-Buwayraẗ / Al-Buwayrah / al-Buvajra) | ⵜⵓⴱⵉⵔⵄⵟ (Tubirεṭ)                 | Bouira     |
| المسيلة (Al-Masīlaẗ / Al-Masīlah / al-Maszíla)   | ⵜⴰⵎⵙⵉⵍⵜ (Tamsilt)                 | M'Sila     |
| سطيف (Saṭīf / Saṯīf / Szatíf)                    | ⴰⵙⴷⵉⴼ (Asdif)                     | Stif       |
| تيزي وزو (Tīzī Wazū / Tīzī Wazū / Tízí Wazú)     | ⵜⵉⵣⵉ ⵡⵄⵣⵣⵓ (Tizi Wεzzu)           | Tizi-Ouzou |
| تلمسان (Tilimsān / Tilimsān / Tilimszán)         | ⵜⵉⵍⵉⵎⵙⴰⵏ (Tilimsan)               | Tlemcen    |

Az arab nevek átírása az ISO és UNGEGN rendszer, valamint az akadémiai magyaros átírás szerint történt. (Bővebben)
A berber neveké a nem hivatalos nemzeti rendszer szerint történt. (Bővebben)

## Lásd még
- Wikipédia:Átírás

1. ↑  Algéria területén több helyen elszórva (pl. Kabilia, Ahaggar, stb.) élnek berberek, akiknek nyelvét nemzeti nyelvként deklarálták. Összlétszámuk kb. 7-8 millió fő.